# علي السباعي
علي عبد الحسين صالح نجم السباعي (مواليد 10 حزيران 1970) هو كاتب عراقي من مدينة الناصرية مختص في كتابة القصص ونال العديد من الجوائز والدروع الابداعية من مختلف الدول العربية، كتب أول قصة له في (24/4/1984)كانت  بعنوان:- (عربدة عقب سيجارة الضابط العراقي). ونشر أول قصة له في مجلة(الإتحاف)التونسية عام 1997 م، كانت القصة بعنوان:- (عرس في مقبرة) والتي نُشرت في جريدة الزمان. وترجمت بعض قصصه إلى الانكليزية والهولندية واليابانية والكردية.

## النشأة والتعليم
نشأ القاص علي السباعي وتربى في اسرة محبة للعلم والثقافة، كما وقد اثرت الثقافة البيئية لمدينة الناصرية على القاص، وقد خرج منها العديد من الادباء والفنانين والشعراء والكتاب مما كان له دور كبير في التأثير على حياة القاص السباعي الذي اكمل تعليمة الابتدائي في المدرسة المركزية المختلطة في الناصرية وتخرج منها عام 1981م حاصدا النجاح والتفوق ليلتحق في مدرسة 30تموز المتوسطة وقد تخرج منها عام 1985م وقد برزت موهبته من الخط والرسم، وبعد ان يأس من محاولاته للدخول في معهد الفنون الجميلة الذي رفض طلبه، التحق عام 1988م بجامعة بغداد / كلية الهندسة – قسم الكهرباء وتخرج منها عام 1993م ليحمل شهادة البكالوريوس في هندسة الكهرباء.
وتأتي ثقافة القاص علي السباعي عن طريق القراءة الدؤوبة للكثير من كتب الدين والتاريخ وبالأخص قراءة القران الكريم الذي نهل منه الرمز القصصي، بالإضافة إلى قراءته الكثيرة لكتب التراث العربي والشعبي وما جادت به ذاكرته من حفظ للحكايات الشعبية والاساطير والإغراق في الخيال مما تذكره النساء والرجال كبار السن من سرد شعبي.
والقاص علي السباعي شغوف بقراءة القصص وبخاصة قصص فترة الخمسينات والستينات والسبعينات من القرن الماضي، وعندما اندلعت الحرب العراقية الايرانية اثرت كثيرا في حياته اذ وصف ذلك الاثر قائلا: ((ابان حرب الثماني سنوات عشتُ حدثا مروعا فتح في قلبي جرحا سوف يضل مفتوحا ما حييت، انني ما زلت ارى العينيين والقلب)). لإثرها كتب علي السباعي أول قصة قصيرة في حياته يوم 24 نيسان – أبريل 1984م، وقد وسمها تحت عنوان: (سيجارة الضابط العراقي). وقد نشر أول قصة قصيرة  له في مجلة (الإتحاف)التونسية عام 1997م، كانت القصة موسومة بعنوان: (عرس في مقبرة).

## مؤلفاته
| م  | العمل                   | دار النشر                      | مكان النشر | عام الاصدار |
| -- | ----------------------- | ------------------------------ | ---------- | ----------- |
| 1  | ايقاعات الزمن الراقص    | اتحاد الادباء والكتّاب العرب    | سوريا      | 2002        |
| 2  | زليخات يوسف             | دار ميزوبوتاميا                | بغداد      | 2005        |
| 3  | احتراق مملكة الزماما    | دار الينابيع للنشر             | سوريا      | 2009        |
| 4  | بنات الخائبات           | دار ميزوبوتاميا                | بغداد      | 2014        |
| 5  | مدونات ارملة جندي مجهول | دار ميزوبوتاميا                | بغداد      | 2014        |
| 6  | شهرزاد قدري             | دار صافي للنشر والتوزيع        | واشنطن     | 2017        |
| 7  | قصص لاتستحق النشر       |                                | بغداد      | 2017        |
| 8  | على حافة السرد          |                                | القاهرة    | 2017        |
| 9  | جداريات                 |                                | بغداد      | 2017        |
| 10 | مسلة الاحزان السومرية   | دار الدراويش للنشر والترجمة    | بلغاريا    | 2018        |
| 11 | صرخة قبل البكم          |                                |            | 2003        |
| 12 | الواح من وصايا الجد     | المنار للطباعة والنشر والتوزيع | بغداد      | 2019        |
| 13 | نخلات عاشقات            | الهيئة العامة المصرية للكتاب   | القاهرة    | 2020        |
| 14 | الحبوبي ينظر مريديه     |                                | بيروت      | 2020        |

## الجوائز
- الجائزة الأولى في مسابقة بيت الشعر العربي للأعوام (1998،1997،1996) على التوالي
- الجائزة الثالثة لمسابقة مجلة أور الإبداعية لعام  1999، العراق، وعن قصة مومياء البهلول.[12]
- الجائزة الثالثة في مسابقة دبي الثقافية 2003/2004 م، عن مجموعته القصصية الموسومة صرخةُ قبل البكم.
- جائزة (ناجي نعمان)، في لبنان، بيروت عام 2006، عن مجموعته القصصية الموسومة، احتراق مملكة الزاماما وقد ترجمت النصوص إلى خمس لغات حية.
- الجائزة الأولى في مسابقة أور الإبداعية عام 2006م، العراق، وعن قصة فرائس بثياب الفرح.
- الجائزة الأولى في مسابقة برنامج (سحر البيان)، الذي أطلقته الفضائية العراقية، عام 2006، حصل فيها “علي السباعي” على درع الإبداع الذهبي في القصة، وسميَّ بقاص العراقية.[13]
- درع الدولة العراقية، درع (إبداع خارج الوطن)، لما حققته للعراق من انجازات وجوائز أدبية، عام 2011 وسلّم الدرع والشهادات التقديرية من قبل وكيل وزير الثقافة العراقية فوزي الاتروشي.
- الجائزة الأولى (مناصفة) في مسابقة أور الإبداعية عام  2007، العراق، وعن قصته الموسومة بعنوان مزاد الرؤوس العلني.
- الجائزة الثانية في مسابقة (أيلو) للقصة القصيرة عام 2016، ببغداد، وعن قصته الموسومة تحت عنوان:- (رحلة الشاطر كلكامش إلى دار السلام).[14]
- الجائزة التقديرية في مسابقة القاص زمن عبد زيد للقصة القصيرة جداً عام 2017
- الجائزة الثالثة مناصفة في مسابقة الثقافة هي الحل للقصة القصيرة عام 2017 م، ببغداد، وعن قصته الموسومة تحت عنوان:- (كلكامش يغني لسليمة مراد).[15]
- جائزة مسابقة (كولدن بوك) للقصة القصيرة في القاهرة-  مصر، عام 2017 .
- جائزة (ريشة الإبداع) من صالون مي زيادة الأدبي وبالتعاون مع دار النقد الإبداعي في القاهرة – مصر، عام 2017.
- الجائزة الثالثة مكرر في مسابقة شاعر – أديب النيل والفرات بدورتها الثانية بالقاهرة في آذار – مارس 2018، وعن مجموعته القصصية والموسومة تحت عنوان:- (نخلات عاشقات يأكل رؤوسهن الطير)، حيث منح لأثرها وسام ولقب:- (أديب النيل والفرات).[16]
- درع الإبداع من الدرجة الأولى منحته مؤسسة الولاية الثقافية لمنجزه القصصي المتميز عام 2018 .
- الجائزة الأولى للقصة القصيرة في مسابقة المنتدى الثقافي للأصالة والمعاصرة بالقاهرة – مصر  في نيسان – أبريل 2018، وعن قصة الموسومة بعنوان:- (كاكا.. عبد الحليم حافظ).[17]
- جائزة ناجي نعمان الأدبية، بيروت، 2020، عن مجموعته القصصية (الحبوبي ينظر إلى مريديه)[18]
- جائزة ادب الرسائل، بيت الفنون، واشنطن 2020 عن رسالته الموسومة (رسالة من الباحث عن الخلود، كلكامش، الي كاتب القة القصيرة العراقي الجوزائي المزاج علي السباعي)

## وصلات خارجية
حوار مع القاص علي السباعي، صحيفة العالم الجديد
جريدة النهار، علي السباعي